# 网络性能
网络性能是指客户方的网络服务质量。 
由于每个网络在性质和设计上都是不同的，测量一个网络的性能可能有多种不同的方法。除了直接进行测量外，也可以对这种网络建模并模拟，比如使用状态转换图来模拟排队性能或使用网络模拟器来模拟测试网络性能。

## 性能标准
这些性能的测量被认为是重要的： 
- 带宽是可以传输信息的最大速率，通常以比特/秒为单位
- 吞吐量是信息传输的实际速率
- 延迟是发送处和接收处之间的延迟，这主要是信号传播时间，以及信息经过所有节点需要的处理时间
- 抖动是接收处延迟的变化
- 误码率是将发送位总数除以损坏位数得到的百分比

### 带宽
信道带宽和信噪比决定了最大吞吐量。通常不可能发送比香农极限更多的信息。 

### 吞吐量
吞吐量是每单位时间成功传递的信息数。吞吐量由带宽、信噪比和硬件限制所控制。这里的吞吐量说的是从接收方的第一位数据的到达来测量，以避免混淆吞吐量的概念与等待时间的概念。对于这种类型的讨论，术语"吞吐量"和“带宽”通常可互换使用。
时间窗口是测量吞吐量的时间段。选择合适的时间窗口通常会决定吞吐量的计算，并且是否考虑延迟将确定延迟是否影响吞吐量。 

### 延迟
光速是所有电磁信号的最大传播速度。不可能减少电磁信号传播延迟：
{\displaystyle t=s/c_{m}}
其中s是距离，cm是介质中的光速。这意味着两个主机每间隔100km就会有大约100ms的额外往返时间（RTT）。 
中间节点也会发生其他延迟，比如在分组交换网络中可能发生排队延迟。

### 抖动
抖动是电子和电信中与信号真实周期之间的偏差，通常与参考时钟源有关。可以在诸如连续脉冲的頻率，信号振幅或周期信号的相位之类的特性中观察到抖动。在几乎所有通信链路（例如USB、PCI-e、SATA、OC-48）的设计中，抖动是一个重要的，通常是不希望的因素。在时钟恢复应用中也被称为定时抖动。

### 误码率
在数字传输中，比特错误是指通过信道传输的数据流中的错误比特，通常由噪声、干扰、失真或比特同步误差引起。
误码率（BER）是在一定的时间间隔中，比特误差数量除以传送比特总数的百分率。BER是无单位性能指标，通常表示为百分比。
误码概率pe是误码率的期望值。误码率可以被认为是误码概率的近似估计。该估计对于长时间且大量比特错误来说是准确的。

### 因素间的相互作用
上述所有因素，加上用户要求和用户感知，能够在确定网络连接的速度或效用方面中发挥作用。吞吐量，延迟和用户体验之间的关系在共享网络介质中被最恰当地理解了。

## 算法和协议
对于某些系统，延迟和吞吐量是相互紧密关联的。在TCP/IP中，延迟可以直接影响吞吐量。在TCP连接中，当高延迟连接的大带宽延迟乘积遇上许多设备上相对较小的TCP窗口大小，会导致连接的吞吐量随着延迟而急剧下降。当然，这可以通过各种技术来补救，例如增加TCP拥塞窗口大小，或使用更激进的解决方案，包括分组合并、TCP加速和前向纠错，这些方案通常用于高延迟卫星链路。
TCP加速是指将TCP数据包转换为类似于UDP的流。因此，TCP加速软件必须提供自己的机制来确保链路的可靠性，同时考虑链路的延迟和带宽，高延迟链路的两端必须支持所使用的方法。
在介质访问控制（MAC）层中，还解决了诸如吞吐量和端到端延迟之类的性能问题。

## 延迟或吞吐量影响系统的示例
许多系统的特征是最终用户体验受吞吐量或延迟的限制。在某些情况下，诸如光速之类的硬限制对这种系统提出了很棘手的问题，并且目前没有任何办法来解决这个麻烦。也有些系统通过重要的平衡和优化来获得最佳用户体验。

### 卫星电话
地球同步轨道卫星（发送方）和接收方的路径长度至少长达71000千米，则消息请求和接收之间的最小延迟为473毫秒。无论可用的吞吐量是多少，这种延迟都会非常明显地影响卫星电话服务。

### 太空通信
当与太空探测器和地球大气层以外的其他远程目标进行通信时，这些长度因素会加剧。NASA实施的深空网络是一个必须应对这些问题的系统。GAO强烈批评了这种高度延迟的架构。 目前已经提出了几种不同的方法来处理分组之间的间歇性连接和长延迟，例如延迟和中断容忍网络。

### 星际通信
在星际距离上，设计可以实现任何吞吐量的无线电系统是相当艰巨的。在这种情况下，能否保持沟通是一个比沟通需要多长时间更大的问题。

### 离线数据传输
运输几乎完全与吞吐量有关，这就是为什么磁带备份的物理交付仍主要由车辆完成的原因。

## 笔记
1. ↑  Wolaver，1991，p.211
2. ↑  罗迪，2001年，67-90
3. ↑  美国政府会计办公室（GAO），2006年
4. ↑  凯文·法尔，2003年